# Rostgök
Rostgök (Rhinortha chlorophaea) är en fågel i familjen gökar inom ordningen gökfåglar.

## Utseende och läte
Rostgöken är en långstjärtad gök blå näbb och lysande blå bar hud kring ögat. Hanen är övervägande rostbrun med mörkare stjärt, medan honan har grått huvud och bröst. Bland lätena hörs ofta upprepade vassa jamande ljud, liksom kväkningar och tjirpanden.

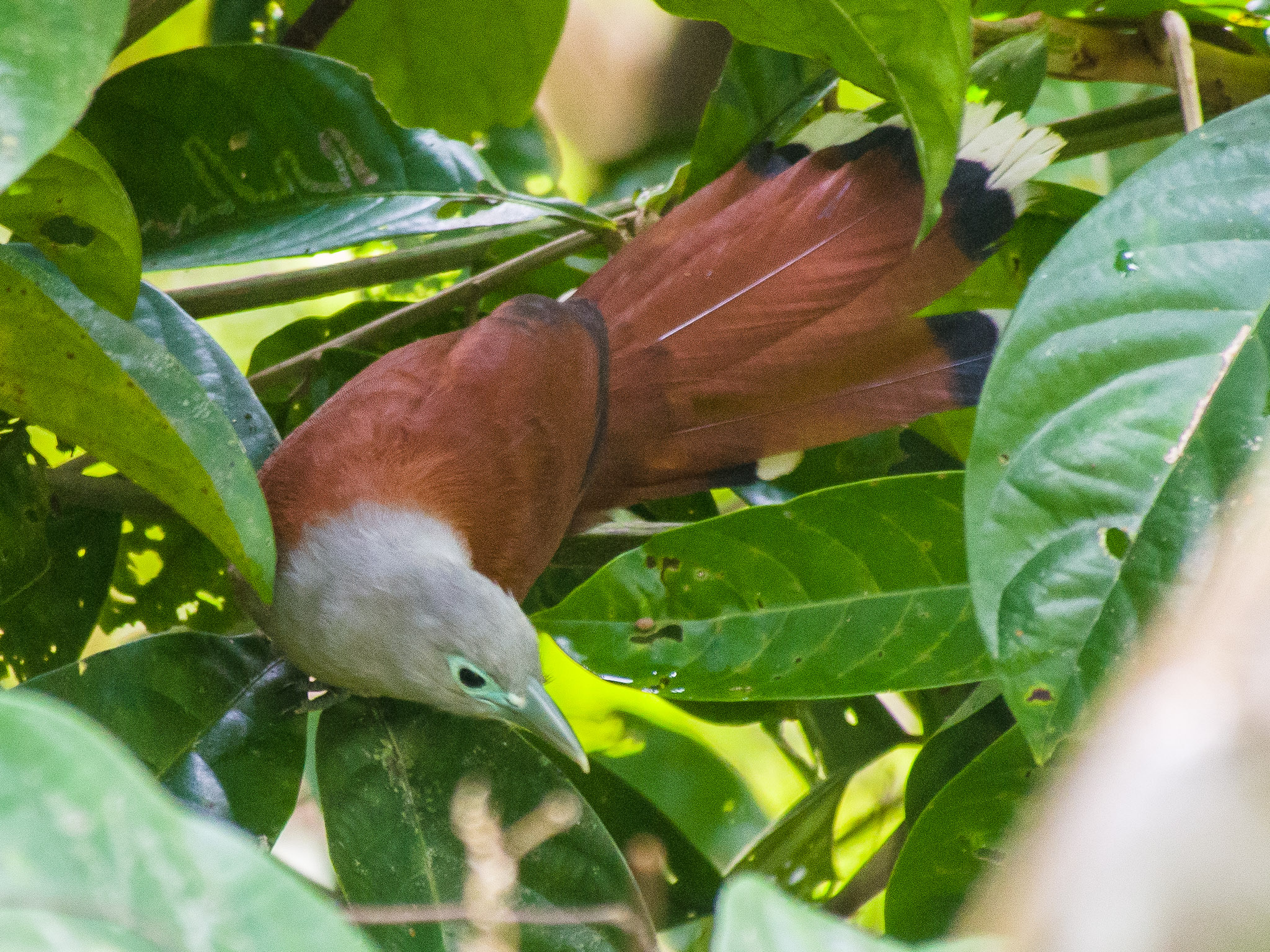

## Utbredning och systematik
Rostgöken förekommer i Sydostasien. Den delas in i två underarter med följande utbredning:
- Rhinortha chlorophaea chlorophaea – förekommer från södra Myanmar till södra Thailand, Malackahalvön, Sumatra och Borneo.
- Rhinortha chlorophaea fuscigularis – förekommer på nordvästra Borneo (Sarawak och nordvästra Kalimantan).

## Levnadssätt
Rostgöken hittas i skogar i lågland och lägre bergstrakter. Den ses vanligen enstaka eller i par, klättrande genom vegetation på medelhög nivå som en ekorre.

## Status
Arten har ett stort utbredningsområde och beståndet anses stabilt. Internationella naturvårdsunionen IUCN listar den därför som livskraftig (LC).